# Discografia lui Dona Dumitru Siminică
Discografia cântărețului Dona Dumitru Siminică însumează numeroase apariții discografice ce conțin înregistrări efectuate în perioada 1958-1979 la casa de discuri Electrecord.

## Discuri Electrecord
| An   | Număr de catalog                               | Format                     | Piese | Acompaniament |
| 1958 | EPA 2417                                       | shellac, 25 cm, 78 RPM     | Lelea cu coadele lungi A bre nane, a bre dade | orchestra Radu Voinescu |
| 1958 | EPC 146                                        | vinil, 17 cm, 33 ⅓ RPM     | 3. Lelea cu coadele lungi 4. A bre nane, a bre dade | orchestra Radu Voinescu |
| 1960 | EPA 2869                                       | shellac, 25 cm, 78 RPM     | Se mărită Leana noastră | taraful Aurel Gore |
| 1960 | EPA 2870                                       | shellac, 25 cm, 78 RPM     | Munte, munte, brad frumos | taraful Aurel Gore |
| 1960 | EPC 224                                        | vinil, 17 cm, 33 ⅓ RPM     | 1. Se mărită Leana noastră 3. Munte, munte brad frumos | taraful Aurel Gore |
| 1961 | EPA 3029                                       | shellac, 25 cm, 78 RPM     | Spune Ticuleană, spune Cine-a lăsat oftatul | taraful Aurel Gore |
| 1961 | EPA 3030                                       | shellac, 25 cm, 78 RPM     | Oșoreia, oșbaro (Pădure, pădure mare) Draboro (Buruiană de leac) | taraful Aurel Gore |
| 1961 | EPA 3070                                       | shellac, 25 cm, 78 RPM     | Lina, Cătălina | taraful Aurel Gore |
| 1961 | EPC 262                                        | vinil, 17 cm, 33 ⅓ RPM     | 3. Lina, Cătălina 4. Spune Ticuleană, spune | taraful Aurel Gore |
| 1961 | EPA 3138                                       | shellac, 25 cm, 78 RPM     | Cine are fată mare (cântec vechi) Hai Buzău (cântec vechi) | orchestra Nicolae Băluță |
| 1961 | EPA 3140                                       | shellac, 25 cm, 78 RPM     | Dor de mamă (cântec vechi) | orchestra Nicolae Băluță |
| 1961 | EPA 3169                                       | shellac, 25 cm, 78 RPM     | Când toca la Radu Vodă (cântec vechi) Niculai, Niculăiță | orchestra Nicolae Băluță |
| 1962 | EPC 282                                        | vinil, 17 cm, 33 ⅓ RPM     | 1. Când toca la Radu Vodă (cântec vechi) 2. Hai Buzău (cântec vechi) 3. Cine are fată mare 4. De unde vii tu măi lele | orchestra Nicolae Băluță |
| 1962 | EPC 283                                        | vinil, 17 cm, 33 ⅓ RPM     | 1. Dor de mamă (cântec vechi) | orchestra Nicolae Băluță |
| 1962 | EPC 291                                        | vinil, 17 cm, 33 ⅓ RPM     | 1. Niculai, Niculăiță | orchestra Nicolae Băluță |
| 1963 | EPA 3266                                       | shellac, 25 cm, 78 RPM     | Puică ce dragoste-avem | taraful Ștefan Rădulescu |
| 1963 | EPA 3267                                       | shellac, 25 cm, 78 RPM     | Hai muncate cinstime (Hai la muncă cinstitiă) Sare lumea han ai pen (Toată lumea bea, mănâncă) | taraful Ștefan Rădulescu |
| 1963 | EPC 382                                        | vinil, 17 cm, 33 ⅓ RPM     | 1. Draboro 2. Sare lumea han ai pen 3. Oșoreia, oșbaro 4. Hai muncate cinstime | tarafurile: Aurel Gore (1,3), Ștefan Rădulescu (2,4) |
| 1965 | EPA 3360                                       | shellac, 25 cm, 78 RPM     | Inel, inel de aur (cântec vechi) La Șalul cel negru (cântec vechi) | orchestra Ion Mărgean |
| 1965 | EPD 1093                                       | vinil, LP, 25 cm, 33 ⅓ RPM | 1. La Șalul cel negru (cântec vechi) 2. Inel, inel de aur (cântec vechi) | orchestra Ion Mărgean |
| 1966 | EPC 760                                        | vinil, 17 cm, 33 ⅓ RPM     | 1. De trei ani nu dau pe-acasă 2. Am o mamă bolnavioară 3. Mai am două doruri grele 4. Într-o vinere la târg | orchestra Ion Mărgean |
| 1971 | EPC 10.232                                     | vinil, 17 cm, 33 ⅓ RPM     | 1. Am iubit și-am să iubesc 2. Leliță Floare 3. S-a dus puiul de la mine 4. Afară e întuneric | orchestra Gheorghe Trandafir |
| 1979 | ST-EPE 01633 Inel, inel de aur                 | vinil, LP, 30 cm, 33 ⅓ RPM | 1. Cine are fată mare 2. Ce mi-e mie drag pe lume 3. Sus pe culmea unui nor 4. Foaie verde trei smicele 5. La Șalul cel negru 6. Moșule te-aș întreba 7. Dorul de cine se leagă 8. Leliță Floare 9. Afară e întuneric 10. Inel, inel de aur | orchestra Nicolae Stan |
| 1996 | EDC 169 Cântece lăutărești. La Șalul cel negru | compact disc               | 1. Moșule te-aș întreba 3. Inel, inel de aur 4. Leliță Floare 5. Cine are fată mare 7. Am iubit și-am să iubesc 8. Afară e întuneric 10. Foaie verde trei smicele 11. La Șalul cel negru | orchestra Nicolae Stan (1, 3, 4, 5, 8, 10, 11) orchestra Gheorghe Trandafir (7) |
| 2006 | EDC 543 Cine are fată mare                     | compact disc               | 1. Cine are fată mare 2. La Șalul cel negru 3. Sus pe culmea unui nor 4. Leliță Floare 5. De trei ani nu dau pe-acasă 6. Mai am două doruri grele 7. Într-o vinere la târg 8. De unde vii tu măi lele? 9. Niculai, Niculăiță 10. Spune, Ticuleană, spune 11. Cine a lăsat oftatul 12. Dor de mamă 13. Ce mi-e mie drag pe lume 14. Dorul de cine se leagă 15. Osoreia, osbaro (Pădure mare) 16. Hai la muncă cinstită                                                     | orchestra Nicolae Stan (1-4, 13, 14), orchestra Ion Mărgean (5, 6, 7), orchestra Nicolae Băluță (8, 9, 11, 12), taraful Aurel Gore (10, 15), orchestra Ștefan Rădulescu (16)                                    |
| 2006 | EDC 544 Inel, inel de aur                      | compact disc               | 1. Inel, inel de aur 2. Moșule, te-aș întreba 3. Am iubit și-am să iubesc 4. Afară e întuneric 5. Am o mamă bolnăvioară 6. Când toca la Radu-Vodă 7. Hai Buzău 8. Se mărită Leana noastră 9. Munte, munte brad frumos 10. Lina, Cătălina 11. Puică ce dragoste-avem 12. S-a dus puiul de la mine 13. Foaie verde trei smicele 14. Lelea cu coadele lungi 15. Draboro (Buruiană de leac) 16. Sare lumea han ai pen (Toată lumea bea și mănâncă) 17. A bre nane, a bre tate | orchestra Nicolae Stan (1, 2, 4, 13), orchestra Gheorghe Trandafir (3, 12), orchestra Ion Mărgean (5), orchestra Nicolae Băluță (6, 7, 11), taraful Aurel Gore (8-10, 15, 16), orchestra Radu Voinescu (14, 16) |
| 2009 | EDC 932 Moșule te-aș întreba                   | compact disc               | 1. De trei ani nu dau pe-acasă 2. Leliță Floare 3. Moșule te-aș întreba 4. A bre nane,a bre dade 5. Dor de mamă 6. Osoreia osbaro (Pădure mare) 6. La Șalul cel negru 8. Am iubit și-am să iubesc 9. Cine are fată mare 10. Ce mi-e mie drag pe lume 11. Hai la muncă cinstită 12. Afară e întuneric 13. Sare lumea han ai pen (Toată lumea bea și mănâncă) 14. Inel, inel de aur 15. Vai, ce dor mi-este de tine 16. Draboro (Buruiană de leac)                          | taraful Nicolae Stan (1, 2, 3, 7, 10, 15), taraful Nicolae Băluță (5, 9), taraful Aurel Gore (4, 6, 13, 16), taraful Ștefan Rădulescu (11, 14), taraful Gheorghe Trandafir (8, 12)                              |

## TVR Media
Filmările interpretului Dona Dumitru Siminică au fost realizate de Televiziunea Română (TVR) în perioada 1970-1976, în studiourile instituției și în diferite săli de concerte.
Aceste filmări au început a fi editate pentru prima oară, pe suport DVD, începând cu anul 2005 de casa de producție a Televiziunii Române, TVR Media.
Piesele marcate cu „(L)” sunt interpretate „pe viu” („live”).
| An apariție | Titlu DVD              | Piese                                     | Acompaniament              |
| 2005        | Cântece de viață lungă | 16. Am iubit și-am să iubesc              |                            |
| 2005        | Cântece de viață lungă | 17. Leliță fermecătoare                   |                            |
| 2005        | Cântece de viață lungă | 22. S-a dus puiul de la mine (L)          | orchestra George Carabulea |
| 2005        | Cântece de viață lungă | 26. Neică, cin' m-a despărțit de tine (L) | orchestra Paraschiv Oprea  |

## Televiziunea Română - filmări
| An   | Piesă                                         | Acompaniament                                                       | Note                                   |
| 1970 | Am iubit și-am să iubesc Aoleu, leliță Floare | orchestră populară                                                  | filmări pentru Revelion 1971; playback |
| 1973 | S-a dus puiul de la mine                      | orchestra George Carabulea                                          | filmare pentru Revelion 1974; live     |
| 1974 | Ce mi-e mie drag pe lume                      | în imagini: orchestra George Carabulea și Costică Șerban (acordeon) | filmare pentru Revelion 1975; live     |
| 1975 | Ce mi-e mie drag pe lume                      | în imagini: orchestra Paraschiv Oprea și Ion Onoriu (acordeon)      | filmare pentru Revelion 1976; live     |
| 1976 | Vai, ce dor mi-este de tine                   | în imagini: orchestra Paraschiv Oprea și Ion Onoriu (acordeon)      | filmare pentru Revelion 1977; live     |